# Santa Lucía (miasto w prowincji San Juan)
Santa Lucía – argentyńskie miasto leżące w prowincji San Juan, stolica departamentu Santa Lucía.
Według spisu z 15 maja 1991 miasto liczyło 36208 mieszkańców. W 10 lat później spis z 17 listopada 2001 wykazał 43063 mieszkańców.
Miasto jest siedzibą klubu piłkarskiego Juventud Alianza.